# Wilhelm Hehlmann
Wilhelm Hermann Hehlmann (* 23. Oktober 1901 in Magdeburg; † 23. Dezember 1997 in Weinheim) war ein deutscher Pädagoge und Psychologe.

## Leben
Der Sohn eines Tischlers ging in Magdeburg zur Schule. Nach dem Ersten Weltkrieg machte er in Delitzsch eine Ausbildung zum Volksschullehrer. Er nahm 1922 ein Studium der Philosophie und Pädagogik an der Universität Halle auf, wo er 1927 promoviert wurde und sich 1930 habilitierten konnte. Daraufhin lehrte Hehlmann als Privatdozent.
Nach der Machtübergabe an die Nationalsozialisten trat er zum 1. Mai 1933 der NSDAP (Mitgliedsnummer 2.784.153) und in der Folgezeit auch dem NSKK, dem NS-Lehrerbund und dem NSDDB bei. Beim NSDDB wurde er 1934 Amtsleiter. Er gehörte 1938 der Parteiamtlichen Prüfungskommission zum Schutze des nationalsozialistischen Schrifttums an. 1939 wurde Hehlmann schließlich außerordentlicher Professor in Halle und stellvertretender Gaudozentenführer. Im selben Jahr arbeitete er als Dozent am Erzieherseminar der Adolf-Hitler-Schule in Sonthofen. Während des Zweiten Weltkrieges wurde er 1940 als Wehrmachtspsychologe bei der Luftwaffe im Bereich Dresden eingesetzt.
Nach Ende des Krieges wurde Hehlmann von seinem Lehrstuhl amtsenthoben. Ab 1948 arbeitete er als wissenschaftlicher Berater für den Verlag F.A. Brockhaus und war von 1965 bis 1970 Chefredakteur der 17. Auflage der Brockhaus Enzyklopädie.

## Wissenschaft
Hehlmann war über die Jahre hinweg selbst als Fachautor tätig. Vor allem seine Wörterbücher zu Psychologie und Pädagogik haben bis in die heutige Zeit hohe Verbreitung gefunden. Eine Neubearbeitung des Letzteren erfolgte von Winfried Böhm.

## Schriften
- Zum Persönlichkeitsbegriff der neueren Pädagogik. A. W. Zickfeldt, Osterwieck 1927 (Dissertation, Universität Halle, 1927).
- Pädagogisches Wörterbuch. Kröner, Leipzig 1931; 6. Auflage (Wörterbuch der Pädagogik) 1960.
- Metaphysik und Phänomenologie der Erziehung. Niemeyer, Halle 1932.
- Politische Pädagogik. Junker & Dünnhaupt, Berlin 1933.
- Geschichte der Erziehungswissenschaft im Aufriss. Junker & Dünnhaupt, Berlin 1933.
- Wesensformung aus geschichtlicher Verantwortung: Untersuchungen zum Existenzproblem des Lehrens und Erziehens. Junker & Dünnhaupt, Berlin 1936.
- Wörterbuch der Psychologie (= Kröners Taschenausgabe. Band 269). 11., ergänzte Auflage. Kröner, Stuttgart 1974, ISBN 3-520-26911-2 (EA 1959).
- Geschichte der Psychologie (= Kröners Taschenausgabe. Band 200). Kröner, Stuttgart 1963, DNB 451897765.